# Colegio Salesiano Don Bosco de Piura
El Colegio Don Bosco de Piura, es una institución educativa de la Congregación Salesiana ubicada en el distrito de Castilla, en la ciudad de Piura, capital del departamento de Piura, Perú.

## Historia

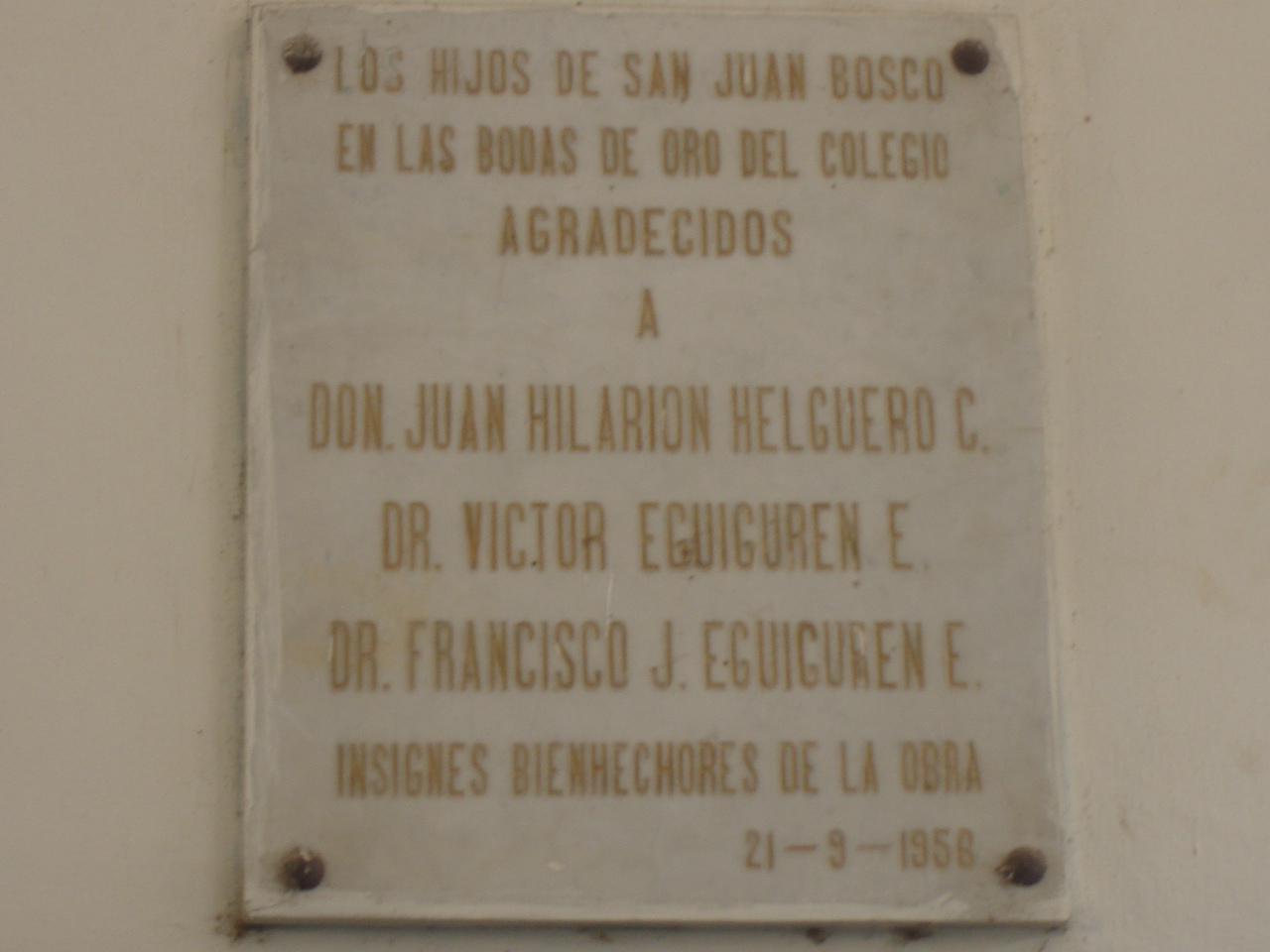
Placa en la puerta del antiguo local del colegio

En el año 1900 el vecino piurano Juan Hilarión Helguero Checa junto con el párroco de la ciudad, R.P. Manuel Ríos, propusieron la necesidad de que los Salesianos de Don Bosco se instalasen en Piura y establecieran una escuela. Esta iniciativa luego tendría el apoyo de otro vecino piurano como Víctor Eguiguren Escudero. Esta intención se concretó con la participación del sacerdote salesiano R.P. Alfredo Sacchetti quien estuvo de paso por Piura y recibió el proyecto de convenio para la llegada de los salesianos y lo llevó a Turín, Italia, sede central de la congregación, para su aprobación. Ante la aprobación de las autoridades eclesiales, los salesianos llegaron a Piura el 19 de febrero de 1906. Fue el padre Ciriaco Santinelli, en aquellos años inspector general de los Salesianos en el Perú, quien impulsó la fundación de la casa salesiana en Piura. Junto con los sacerdotes Maximiliano Meyer, Daniel Carpió y Octavio Ortiz Arrieta, se instalaron en una casona cedida generosamente por el mismo Juan Hilarión Helguero. El primer director de esta escuela sería el padre Ortiz Arrieta quien años después sería nombrado obispo de Chachapoyas. Días después llegaría el sacerdote Francisco Gianolla quien ocuparía el cargo de confesor.
En los siguientes años se abrieron los talleres de carpintería, zapatería y sastrería así como el internado para los estudiantes. A raíz del terremoto del 12 de julio de 1912, se inició la reconstrucción del local de la escuela y su ampliación mediante la compra de terrenos circundantes al originalmente donado por el señor Helguero dando lugar al antiguo local del colegio ubicado en la Avenida Sanchez Cerro con la Calle Libertad frente a la Plazoleta Ignacio Merino en el centro de la ciudad de Piura. En dicho terreno se inició la construcción del templo dedicado a la virgen María Auxiliadora que fuera inaugurado el 14 de mayo de 1939. Entre los años 1943 a 1947, durante la dirección del R.P. José Sáfarik, se instaló conjuntamente con el colegio la Escuela  Normal  de  Varones
En 1956 se inició el Oratorio Festivo Salesiano del R.P. Alberto Álvarez en los terrenos que fueron donados a la congregación en la Urbanización Miraflores del distrito de Castilla, margen izquierda del río Piura. Estos terrenos fueron donados por el diplomático y político piurano Víctor Eguiguren Escudero y su hermano Francisco José Eguiguren Escudero. En 1959 el director R.P. Eugenio Pennati decidió construir en dichos terrenos las nuevas instalaciones del Colegio Don Bosco que serían usadas, en un primer momento, sólo para la instrucción secundaria y que actualmente aloja a todo el alumnado. Esta obra fue culminada y bendecida el 29 de agosto de 1962 por el entonces Arzobispo de Piura y Tumbes Monseñor Erasmo Hinojosa Hurtado. Durante estos mismos años, el Padre Alberto Álvarez inició la apertura de un nuevo oratorio salesiano ubicado al oeste de la ciudad al que se denominó "Coscomba" con un área aproximada de 12 hectáreas y convertido hoy en el complejo juvenil y asistencial "Bosconia".

## Bosconia
Hacia fines de la década de los 60 el padre salesiano Alberto Álvarez se trasladó de Castilla al sector oeste de la ciudad de Piura para poner en marcha un nuevo oratorio salesiano al que denominó “Coscomba” con un área aproximada de 12 hectáreas y ubicado al finalizar el Asentamiento Humano Nueva Esperanza. Los terrenos en los cuales hoy se encuentra Bosconia, formaban parte de la Hacienda Coscomba, siendo donados al padre Álvarez por el Ing. Kurt Emil Beer Brennwald y la Sra. Blanca Rosa Seminario Seminario, gesto que permitió dar inicio a esta importante obra social. En 1984, el padre José Antonio López logró, con ayuda nacional e internacional, transformar Coscomba en un complejo juvenil y asistencial denominado Obra Social de Bosconia. Este complejo fue bendecido en 1985 por mismo rector mayor de los Salesianos, padre Egidio Viganó. Bajo la dirección del padre López se implementó un centro médico, canchas de fulbito y básquet, talleres de mecánica y un salón de usos múltiples. En 1994, con ayuda del gobierno se terminó la granja y la construcción de un Centro Educativo Ocupacional para capacitar a los jóvenes de la zona.